# San Marcial
San Marcial é uma junta de governo da província de Entre Ríos, na Argentina.